# Acacia gordonii
Acacia gordonii är en ärtväxtart som först beskrevs av Mary Douglas Tindale, och fick sitt nu gällande namn av Leslie Pedley. Acacia gordonii ingår i släktet akacior, och familjen ärtväxter. Inga underarter finns listade i Catalogue of Life.